# Chloridekanaal
Een chloridekanaal of chloorkanaal is een ionkanaal dat vooral chloride-ionen (Cl−) geleidt. De meeste chloorkanalen zijn niet erg selectief, en geleiden veel kleine negatieve ionen zoals NO3− en HCO3−. Ze worden daarom ook wel anion-kanalen genoemd. Chloorionen zijn in de meeste diersoorten echter de meest voorkomende negatieve ionen (bijvoorbeeld als onderdeel van natriumchloride, het hoofdbestanddeel van tafelzout) en daardoor de belangrijkste component van de elektrische stroom door chloridekanalen.
Naar chloridekanalen is veel minder onderzoek gedaan dan naar bijvoorbeeld natriumkanalen en kaliumkanalen, die prominente rollen spelen bij het genereren van een actiepotentiaal. In de elektrofysiologie zijn chloorkanalen vooral van belang bij het stabiliseren van de rustpotentiaal. Als GABA-receptor spelen ze een belangrijke rol bij het reguleren van de activiteit van zenuwcellen. Ze zijn ook cruciaal voor het uitscheiden van zout in de nieren en in slijmvliezen. Een mutatie aan het CFTR gen, dat codeert voor een type chloorkanaal, speelt een rol bij taaislijmziekte (mucoviscidose).